# Sophysa
Sophysa est une entreprise française créée en 1976, filiale du groupe japonais TKB, spécialisée dans la fabrication de dispositifs médicaux dans le domaine de la neurochirurgie.

## Histoire
Fondée en 1976 par Bernard Marion à Besançon sous le nom de Société de physiologie appliquée, l'entreprise est à l'origine d'une innovation majeure en 1984 avec ses valves de fluidification du liquide céphalorachidien pour le traitement de l’hydrocéphalie et des maladies neurodégénératives,,. La valve SOPHY®, première valve programmable au niveau mondial, est commercialisée dès 1985. En 1989, Sophysa devient une filiale du groupe japonais Tokibo.

## Sites
Le site principal se situe à Besançon, dans le département du Doubs, au sein de la technopole Temis. Les locaux actuels, dessinés par l'architecte Brigitte Métra et d'une superficie de 8 500 m2, ont été inaugurés en 2023 à la suite d'un investissement de 13 millions d'euros pour agrandir le site initial de 2 500 m2 construit en 2007. Les bâtiments regroupent les activités de production, de logistique et de recherche et développement. 
Le siège de l'entreprise se trouve à Orsay, dans le département de l'Essonne.